# 江智淵
江智淵（418年—463年），濟陽考城人。南朝宋湘州刺史江夷的侄兒。江智淵亦為南朝宋官員和文學家，曾一度因文才而得宋孝武帝寵信。智淵亦是宋後廢帝皇后江簡珪的祖父。

## 生平
江智淵初任著作佐郎、江夏王劉義恭太尉行參軍、太子太傅主簿、隨王劉誕後軍參軍等職。智淵伯父江夷在當時有名，堂兄江湛亦有聲譽，後來更得宋文帝寵信，成為心腹。而智淵父親江僧安寂寂無聞，對比江夷父子差距甚大，而江湛對這位堂弟亦不太禮遇，令智淵常常引以為恨，不到節日都不會去拜訪江湛。在任劉誕參軍，隨其出鎮襄陽時，這位宗王對他甚好，同府的諮議參軍謝莊及主簿沈懷文都和智淵結交，沈懷文更常稱許智淵:「人所應有盡有，人所應無盡無者，其江智淵乎。」後江智淵當上高門子弟不會當的尚書庫部郎，江智淵自知這源於自己家門勢力低，於是一直不肯拜官。劉誕於是再請智淵當其驃騎參軍，後來亦讓其一直跟著自己，先後轉驃騎主簿、司空主簿、司空記室參軍領南濮陽太守及司空從事中郎。劉誕因遭宋孝武帝而密謀反抗，至大明三年（459年）終於起兵，智淵預料到變亂將起，就先請假離開廣陵，劉誕起兵時智淵就即獲朝廷任命為中書侍郎。
江智淵喜好文學，文采亦很好，故此宋孝武帝很親近他，對其的待遇冠絕當朝。孝武帝晩年私宴甚多，常常就先命約三五個大臣聚起來游樂，而智淵常常都當其中首領，有時同行官員未趕到來，智淵就先得孝武帝召進去，智淵對於這種超越同僚的待遇不感欣喜，反而自慚。每當與眾臣遊樂時毛見有詔傳來，智淵就知皇帝在叫自己，立即感到慚愧，連旁人也能看到出，當時議論者就以此稱讚他。
智淵後轉驍騎將軍，尚書吏部郎。孝武帝沉迷宴樂，酒醉後更常常戲辱群臣，不過智淵對此並不認同。孝武帝曾經命智淵以王彧父王僧朗嘲弄王彧，但智淵就板起面說：「恐不宜有此戲。」這就惹怒了孝武帝：「江僧安癡人，癡人自相惜。」智淵於是伏地哭泣，自此以後恩寵亦大減。後智淵外任新安王劉子鸞的北中郎長史、南東海太守，加寧朔將軍，行南徐州事。
大明六年（462年），孝武帝寵姬殷淑儀去世，群臣議諡時智淵就提議諡「懷」，孝武帝覺得這個諡號不夠褒美之意，就以此記恨他。後來智淵等群臣隨孝武出游南山，經過殷淑儀墓，孝武帝特別用馬鞭指著墓中石柱，說：「此上不容有懷字。」明顯批評江智淵。智淵聽後惶恐不已，終在大明七年（463年）因憂懼而去世，享年四十六歲。

## 延伸阅读
[在维基数据编辑]
 《宋書·卷59》，出自沈约《宋书》